# Kreuzberg 61

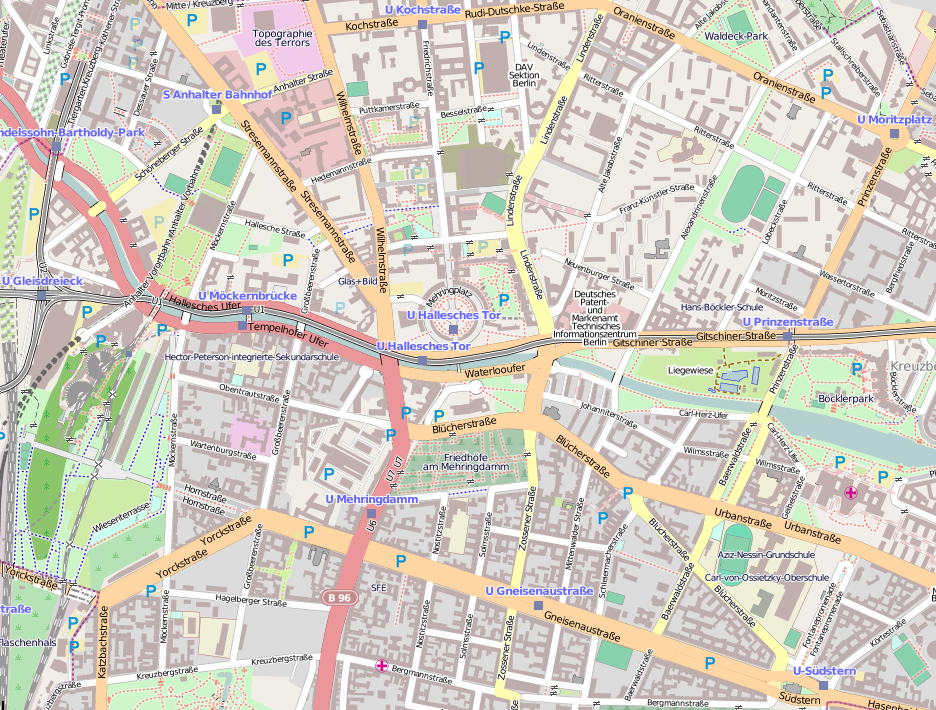
Översiktskarta över området.

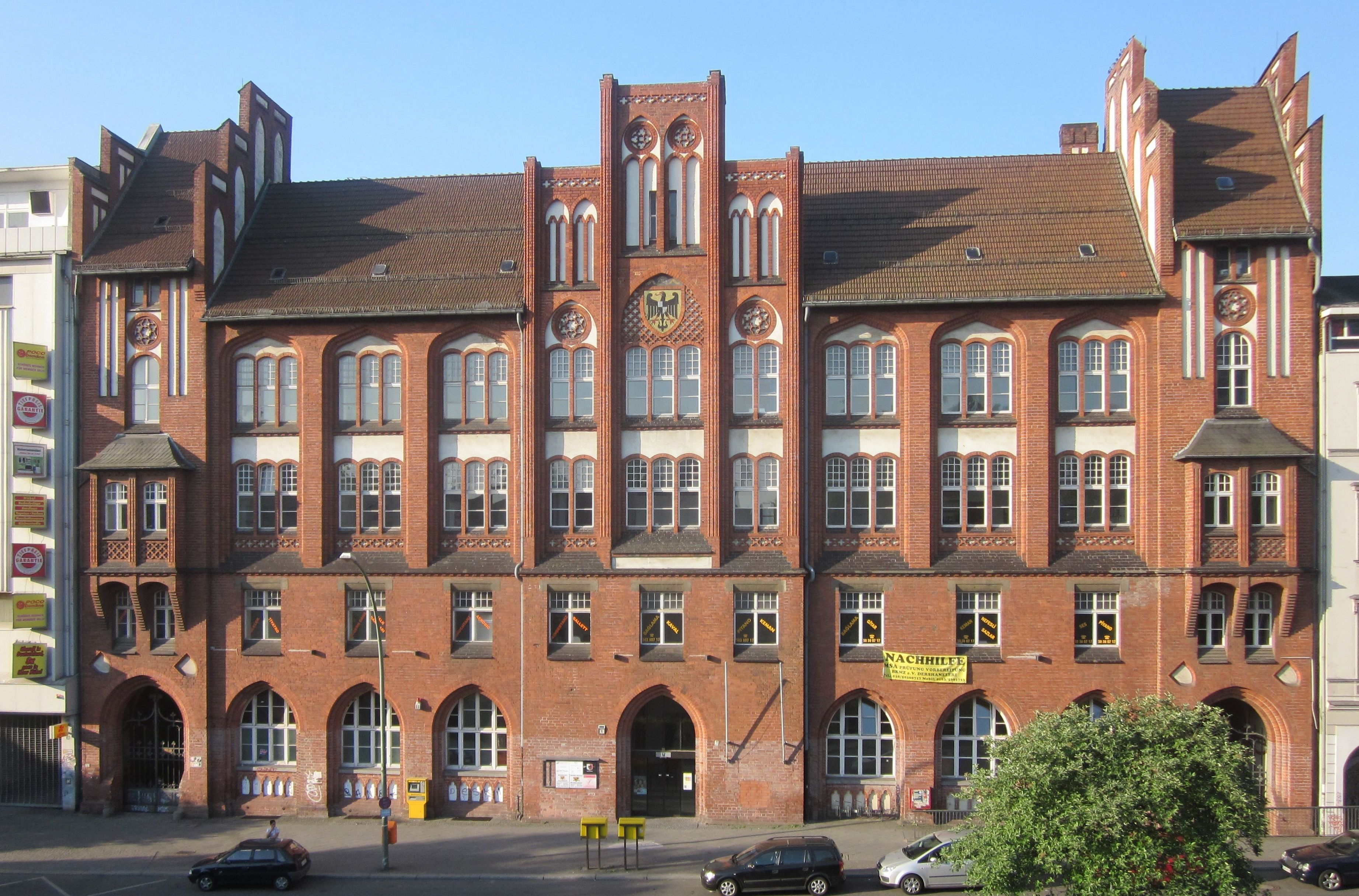
Det gamla postkontoret för postnummerområdet SW 61 ligger vid Landwehrkanal.

Kreuzberg 61 är den informella beteckningen på den sydvästra delen av Berlinstadsdelen Kreuzberg. Termen används för att skilja den sydvästra delen av stadsdelen från den nordöstra som kallas SO 36. Området utgör en relativt välmående och mer gentrifierad del av Kreuzberg och är sedan 1980-talet en samlingsplats för intellektuella och konstnärer.
Beteckningen kommer från det postnummer som tidigare gällde i området, SW 61, från 1962 skrivet 1000 Berlin 61. Sedan de femsiffriga postnumren infördes 1993 tillhör området postnummerserien 10961 till 10969, där postnumret 10961 idag betecknar områdets centrala del mellan Bergmannstrasse och Landwehrkanal. Den äldre historiska beteckningen på hela området söder om Landwehrkanal är Tempelhofer Vorstadt, men till Kreuzberg 61 räknas dessutom postnummerområdet 10969 som utgör Kreuzberg väster om Oranienplatz och norr om Landwehrkanal.
I området hålls varje år Karneval der Kulturen som tågar genom området från Hermannplatz till Mehringdamm. Vid Bergmannstrasse arrangeras varje år Kreuzbergs jazzfestival i juni.

## Områden i Kreuzberg 61
- Bergmannkiez
- Graefekiez

## Platser, byggnader och institutioner i området
- Amerika-Gedenkbibliothek
- Berlinische Galerie
- Jüdisches Museum Berlin
- Willy-Brandt-Haus, SPD:s partihögkvarter.
- Viktoriapark